# Lucas Röser
Lucas Röser (Ludwigshafen am Rhein, 28 dicembre 1993) è un calciatore tedesco, attaccante dell'Ulma.

## Carriera
Ha giocato nella seconda serie tedesca con la Dinamo Dresda.

## Statistiche

### Presenze e reti nei club
Statistiche aggiornate al 10 aprile 2021.
| Stagione              | Squadra               | Campionato            | Campionato | Campionato | Coppe nazionali | Coppe nazionali | Coppe nazionali | Coppe continentali | Coppe continentali | Coppe continentali | Altre coppe | Altre coppe | Altre coppe | Totale | Totale |
| Stagione              | Squadra               | Comp                  | Pres       | Reti       | Comp            | Pres            | Reti            | Comp               | Pres               | Reti               | Comp        | Pres        | Reti        | Pres   | Reti   |
| --------------------- | --------------------- | --------------------- | ---------- | ---------- | --------------- | --------------- | --------------- | ------------------ | ------------------ | ------------------ | ----------- | ----------- | ----------- | ------ | ------ |
| 2011-2012             | Magonza II            | RL                    | 2          | 1          | -               | -               | -               | -                  | -                  | -                  | -           | -           | -           | 2      | 1      |
| 2012-2013             | Magonza II            | RL                    | 33         | 8          | -               | -               | -               | -                  | -                  | -                  | -           | -           | -           | 33     | 8      |
| 2013-gen. 2014        | Magonza II            | RL                    | 16         | 0          | -               | -               | -               | -                  | -                  | -                  | -           | -           | -           | 16     | 0      |
| Totale Magonza II     | Totale Magonza II     | Totale Magonza II     | 51         | 9          |                 | -               | -               |                    | -                  | -                  |             | -           | -           | 51     | 9      |
| gen.-mag. 2014        | Hoffenheim II         | RL                    | 14         | 5          | -               | -               | -               | -                  | -                  | -                  | -           | -           | -           | 14     | 5      |
| 2014-2015             | Hoffenheim II         | RL                    | 32         | 8          | -               | -               | -               | -                  | -                  | -                  | -           | -           | -           | 32     | 8      |
| 2015-2016             | Hoffenheim II         | RL                    | 26         | 6          | -               | -               | -               | -                  | -                  | -                  | -           | -           | -           | 26     | 6      |
| Totale Hoffenheim II  | Totale Hoffenheim II  | Totale Hoffenheim II  | 72         | 19         |                 | -               | -               |                    | -                  | -                  |             | -           | -           | 72     | 19     |
| 2016-2017             | Sonnenhof G.          | 3L                    | 34         | 14         | -               | -               | -               | -                  | -                  | -                  | -           | -           | -           | 34     | 14     |
| 2017-2018             | Dinamo Dresda         | 2B                    | 28         | 9          | CG              | 2               | 0               | -                  | -                  | -                  | -           | -           | -           | 30     | 9      |
| 2018-2019             | Dinamo Dresda         | 2B                    | 23         | 4          | CG              | 1               | 0               | -                  | -                  | -                  | -           | -           | -           | 24     | 4      |
| lug.-ago. 2019        | Dinamo Dresda         | 2B                    | 2          | 0          | CG              | 1               | 1               | -                  | -                  | -                  | -           | -           | -           | 3      | 1      |
| Totale Dinamo Dresda  | Totale Dinamo Dresda  | Totale Dinamo Dresda  | 53         | 13         |                 | 4               | 1               |                    | -                  | -                  |             | -           | -           | 57     | 14     |
| ago. 2019-2020        | Kaiserslautern        | 3L                    | 27         | 3          | CG              | 2               | 0               | -                  | -                  | -                  | -           | -           | -           | 29     | 3      |
| 2020-gen. 2021        | Kaiserslautern        | 3L                    | 4          | 0          | CG              | 1               | 0               | -                  | -                  | -                  | -           | -           | -           | 5      | 0      |
| Totale Kaiserslautern | Totale Kaiserslautern | Totale Kaiserslautern | 31         | 3          |                 | 3               | 0               |                    | -                  | -                  |             | -           | -           | 34     | 3      |
| gen.-mag. 2021        | Türkgücü              | 3L                    | 12         | 4          | -               | -               | -               | -                  | -                  | -                  | -           | -           | -           | 12     | 4      |
| Totale carriera       | Totale carriera       | Totale carriera       | 253        | 62         |                 | 7               | 1               |                    | -                  | -                  |             | -           | -           | 260    | 63     |

## Palmarès

### Club

#### Competizioni nazionali
- 3. Liga: 1

Ulm: 2023-2024
- Fußball-Regionalliga: 1

Ulm: 2022-2023